# Welch OW-3
O Welch OW-3 foi um avião leve de 2 a 3 lugares projetado por Orin Welch no final dos anos 1920.

## Projecto
Havia duas versões do OW-3. A variante OW-3 Hi-Lift (dois construídos) era um biplano de cabine aberta de dois lugares com uma fuselagem Standard J-1 modificada que incorporava uma asa de alta elevação projetada por Welch. O OW-3M (apenas um construído) era um monoplano parasol de cabine aberta que podia acomodar três pessoas. O OW-3M foi o precursor de todos os monoplanos leves Welch subsequentes.